# La Ferme (résidence)
Pour les articles homonymes, voir Ferme.
La Ferme (anglais: The Farm) est le nom de la résidence officielle du président de la Chambre des communes du Canada. Elle est localisée dans la municipalité de Chelsea, tout près de la capitale fédérale, Ottawa, en Ontario. Elle tire son nom de la vieille ferme du XIXe siècle qui y était construite lorsque le Premier ministre de l'époque, William Lyon Mackenzie King, décida de l'acquérir à des fins privées, et de l'utiliser comme lieu de retraite champêtre incorporé à son domaine de Kingsmere Lake.
Lorsque le Premier ministre Mackenzie King mourut en 1950, il légua au Gouvernement du Canada le fonds de terre et la demeure érigée dessus, afin que les futurs représentants canadiens puisse s'en servir et lui trouver une utilité. « La Ferme » est maintenant la propriété de la Commission de la capitale nationale du Canada. Le Président actuel de la Chambre des communes du Canada est l'honorable Greg Fergus, député libéral au Parlement.

## Histoire
La Ferme a été construite vers 1850 par Henry Fleury, un pionnier venu s'installer à Kingsmere. Elle comprenait en plus de la maison, plusieurs dépendances, des champs, des forêts et une mine de mica désaffectée. En 1927, William Lyon Mackenzie King achète la propriété dans le but d'agrandir son domaine dans le but de promouvoir l’agriculture scientifique. Après une infructueuse tentative d'élevage de mouton, il décide plutôt de se consacrer à Moorside.
En 1935, il engage l'architecte John Albert Ewart (en) pour transformer La Ferme en résidence permanente. Il fait ajouter deux ailes et installe un système de chauffage et de plomberie. Dès de début des années 1940, La Ferme était devenue son lieu de retraite préféré, il la surnommait d'ailleurs sa « vraie demeure ». À sa retraite politique en 1948, il en a fait sa résidence principale, c'est d'ailleurs à La Ferme qu'il meurt le 22 juillet 1950.
Dans son testament, il lègue son domaine de Kingsmere au gouvernement et au peuple du Canada. Il souhaite dans ce testament que le gouvernement fasse de son domaine un parc public. Il a aussi souhaité que ses successeurs utilisent La Ferme comme lieu de retraite où ils pourraient échapper aux pressions de la vie publique. En 1955, elle est devenue la résidence officielle du président de la Chambre des communes.
La maison et le garage ont tous deux été reconnus édifice fédéral du patrimoine le 27 novembre 1984,. La Commission de la capitale nationale en assure la gestion depuis 1986.

## Architecture
La Ferme est une maison d'un étage et demi à ossature de bois avec un toit en pignon et de grandes lucarnes. Elle comprend la maison d'origine ainsi que deux ailes ajoutées en 1935. Son parement est en déclin de bois. Ses fenêtres sont disposées de manières symétrique. Elles sont en bois et à carreaux multiples et munies de volets. L'intérieur comprend des salles de séjour et de réception, des cuisines, les chambres des domestiques, les chambres, une bibliothèque, des chambres d’invités et un grand hall d’entrée. 
Le garage est constitué d'une charpente de bois et est recouvert d'un déclin de bois semblable à celui de la maison principale. Il a des porte à deux battants centrées sur la façade sud.